# Serbske Nowiny

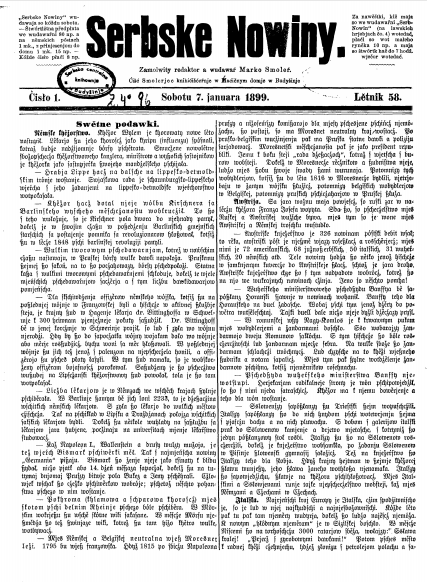

Serbske Nowiny è un quotidiano tedesco in lingua lusaziana superiore (o sorabo superiore), edito a Bautzen dalla casa editrice della Domowina, associazione che riunisce le associazioni culturali sorabe. È l'unico quotidiano in questa lingua.

## Storia
Fu fondato come settimanale nel 1842, col nome Tydźenska nowina - Serbske powěsće za hornich Łužičanow. Dodici anni dopo prese l'attuale nome, e dal 1921 fu trasformato in quotidiano. Durante il Terzo Reich fu dapprima limitato, poi chiuso (nel 1937).
Il 6 luglio 1947 riapparve col nome di Nowa doba, dapprima come settimanale, poi come bisettimanale (dall'ottobre 1947), poi come trisettimanale (dal luglio 1948), ed infine come quotidiano (dal 1º ottobre 1955), nonostante le limitazioni imposte dalla DDR.
Nel 1989 riprese il vecchio nome.
È membro di Internationale Medienhilfe e dell'associazione dei quotidiani in lingua minoritaria e regionale (MIDAS)